# Rob LaZebnik
Rob LaZebnik (n. 6 de mayo de 1962) es un escritor y guionista de televisión estadounidense.  
Se graduó de la Secundaria David H. Hickman de Columbia y la Universidad de Harvard. Actualmente trabaja como co-productor ejecutivo en Los Simpson y se le atribuye haber escrito 11 episodios: "Treehouse of Horror XI" (el segmento "G-G-G-Ghost D-D-D-Dad"), "Homer vs. Dignity", "Father Knows Worst", "Boy Meets Curl", "The Blue and the Gray", "The Daughter Also Rises", "The Changing of the Guardian", "The War of Art", "The Kids Are All Fight", "Friend with Benefit" y "The Burns Cage".   
Él cocreó con Macromedia Flash la serie de dibujos animados Starship Regulars en Icebox.com, y fue recogido por la cadena de televisión Showtime, pero nunca salió al aire. A continuación, cocreó la serie Greetings from Tucson, que se emitió por una temporada en The WB. LaZebnik también ha sido acreditado con la escritura de episodios de Monk, La Guerra en Casa, Less Than Perfect, The Ellen Show, Empty Nest.  
Su esposa, Claire LaZebnik, es una autora.